# SHO (ラッパー)
SHO（ショウ）は、日本のラッパー(HIP HOPPER)。岐阜県高山市出身。S.TIME STYLE RECORDS代表。S.TIMEブランド代表。元アルペンスキー日本代表。

## 人物
1982年、岐阜県で生まれる。
アルペンスキー日本代表だった経歴を持つ。
5歳頃から父に習いスキーのトレーニングを開始、17歳でジュニア日本代表、19歳で日本代表となった。この間指導に当たっていた父が、SHOが高校1年生の時にガンで死去。
その後、21歳の時にオーストリアで左足の股関節の骨を脱臼し、リハビリ後に出場したアジア大会は4位であったが、オリンピックの内定が取れないということでアルペンスキーの活動は断念した。また、父が亡くなった直後から、多額の遠征費が賄えないという問題が発生し、スキーヤーとしての進退などを考えて落ち込んでいたこともあったが、その頃に出会った2パック・DMX・ネリーなどのヒップホップを聴きはじめ、現役活動を続ける上での活力になったという
ヒップホップが人々に力を与えるというリスペクトから、自らが力を与える側になろうと思いラッパーへと転身し、2007年にストリート、クラブ、YouTubeの3つを軸に活動開始。CD売上枚数は5万枚突破、動画視聴回数は3000万回を超えた。2008年にはファーストアルバム『RIZE＆PEACE』を発表し、いくつかのCDを出してきており、2012年にはYoutubeに毎日動画をアップロードした。
O.T. Genasisがコカインをラップした CoCo のリミックスを作っている時に、その歌詞「ココとラブ」の部分を正反対の意味で真逆のラインを考えたところ「ヤクブーツはやめろ」という言葉を発明、そして薬物はやめろで有名となった。2015年、『ビートたけしのTVタックル』（テレビ朝日系）に出演し、CoCoリミックスの楽曲「薬物はやめろ」が取り上げられたため、2015年に改めてオリジナルでヤクブーツはやめろの曲を制作してネットを中心にバイラルヒットをする。2015年にはYouTuberの盛り上がりから、Youtubeに動画をアップロードすることを再開し、体が全身タトゥーのため警察から職務質問を受けることが多く動画も人気を集めた。
薬物に関して、SHOが「ウィード」と呼ぶ大麻に関しては、大麻の合法化運動をやめろとも言わないが、逮捕されることで時間を無駄にはしてほしくないので、合法なオランダで吸うことを勧めるという見解をとっている。
日々のハードなセルフプロモーションと曲作りをやり続けて2021年頃から「型落ちGOLD BENZ」の曲がヨーロッパでバズり、2023年にはアメリカ、アフリカ、アジアで認知されてワールドワイドなラッパーに成り上がる。曲では、型落ちGOLD BENZ、I LIKE SUSHI、BABABABALENCIAGA、TickTocker、ヤクブーツはやめろPT.2、Hustle In Da Worldなどなどが海外でバズっている。
2023年に7枚目のアルバムGOLD MONEYをリリース。

## 主な活動歴
- 2008年 - 1stアルバム『RIZE&PEACE』を発売。
- 2008年 - 2ndアルバム『BRAND』を発売。
- 2010年 - 3rdアルバム『ENERGY』を発売。
- 2016年 - ベストアルバム『THE BEST』を発売。
- 2018年 - 5thアルバム『365』を発売。
- 2020年 - 6thアルバム『FOCUS』を発売。
- 2023年 ‐ 7thアルバム『GOLD MONEY』を発売。

## 作品
アルバム
- 『RIZE&PEACE』（2008年1月20日）
- 『BRAND』（2008年9月19日）
- 『ENERGY』（2010年5月26日）
- 『THE BEST』（2016年2月10日）
- 『365』（2018年7月11日）
- 『FOCUS』(2020年5月27日）
- 『GOLD MONEY』(2023年7月19日）

MixCDは、4作品。STREET MONEY 1、STREET MONEY 2、STREET MONEY 3、STREET MONEY 4。
また、iTunesにて楽曲単位で配信されている。
MV
- FIRST BIRKIN
- Hustle In Da World
- ProBox
- ヤクブーツはやめろPt.2
- SAUCE
- TickTocker
- SKI
- 金を返せ
- GOLD PLAYER
- DÖNER KEBAB
- 安全運転
- DANKE
- コノヤロウ
- TRUST ME TRUST YOU
- 億り人
- 型落ちGOLD BENZ
- GOLD-ROYCE
- MICHIKO LONDON KOSHINO
- S.TIME
- I LIKE SUSHI (REMIX) Feat.Zen Masuta
- Face the Reality
- アビガン
- MATANA
- 三郷のSHIGEO NAGASHIMA
- LAMBORGHINI MUSIC
- 規格外 Part2
- 成金
- ハスラー
- 月火水木金土日
- ララララーメン
- LIFE GOES ON
- I LIKE SUSHI
- だまれ
- 職質顔パス
- たまにFENDI
- ゴミライダー
- 目立ち屋
- S.TIMEゴーグル
- 令和
- BABABABALENCIAGA
- RESET
- YouTuber
- Superstar Feat.AI ECO INA
- Midnight Drive
- Yes or No
- ナルシスト
- 男は我慢
- 自衛隊
- STOP殺処分
- ショウの精子は元気でショウ
- 結果で証明
- 紅白歌合戦
- SHOの動くスタンプ
- 俺に買って
- ボウズにヒゲ
- LOUIS VUITTON
- TOKYO TOWER
- LIVE 4 DA MOMENT
- MONEY MAKER
- HERO
- LIKE A Lamborghini
- SAY MY NAME
- BACK IN SEPTEMBER
- サツタバ
- DOPE LIFE
- GO HOME
- THE SCREAM
- 薬物はやめろ
- 百姓王子
- 核兵器
- EVEN IF IT ENDS feat,AZ ONE
- HUSTLE HARD Feat.HAVOC of MOBB DEEP
- 3/11
- UNDERGROUND KING
- LIKE A Lamborghini
- SELF MAN
- PIMP CODE
- STAR
- BWS for LIFE feat,THE GAME,JUICE
- BRAND
- NEVER GIVE UP

共演
- SHO - HUSTLE HARD Feat. HAVOC of MOBB DEEP
- SHO - Superstar Feat. AI ECO INA
- SHO - I LIKE SUSHI(REMIX) Feat. Zen Masuta
- SHO - EVEN IF IT ENDS Feat. AZ ONE
- SHO - I LIKE SUSHI(REMIX) Feat. SUZUNA
- SHO - Style Feat. G-3
- SHO - Rize&Peace Feat. Micca
- SHO - Dazzling DJ Feat. CXL
- SHO - FA SHO Feat. SHELLA
- SHO - LOVELY HOLIDAY Feat. SIERRA
- SHO - LET'S GO Feat. OX
- SHO - BWS Feat. HOTPA
- SHO - For My people Feat. SPYDA
- SHO - BREAK IT DOWN Feat. VURSATYLE
- SHO - PRIVATE SHOT Feat. VESSY
- YOUNG HASTLE - Live前 feat TY-KOH & SHO
- DOBOLO - TWO BEST FRIENDS feat.SHO
- 諸星 伸一 - My Love feat.SHO
- MIMI - MY HERO Ft SHO aka S TIME
- 狂四郎(MoNo語り) - もぐら叩き feat. SHO

## 出演
バラエティ
- ビートたけしのTVタックル (2015年11月2日)
- 田村淳の地上波ではダメ!絶対! (2016年10月13日)
- 月曜から夜ふかし (2021年5月10日）

映画
- SHO自主映画『NEVER GIVE UP』(2019年11月1日)
- 覇王 (2016年)